# Gian Fontana
Gian Fontana (* 16. November 1897 in Fidaz; † 30. November 1935 in Flims) war ein rätoromanischer Schriftsteller und Lehrer. Seine Werke sind meist der Lyrik oder der Novelle zuzuordnen.

## Leben

### Herkunft
Gian Fontana wuchs auf in einer Fidazer Bauernfamilie, als Sohn von Josef Fontana (1870–1938) und Margreta geb. Capaul (1870–1937).
Die Schule besuchte Gian Fontana wie bereits sein Vater in Flims. Dort wurde bereits damals auf Deutsch unterrichtet, denn die «Gemeinde gehört zum traditionell romanischen Gebiet, die es aber im 19. Jahrhundert unterliess, die romanische Grundschule einzuführen». Fontanas Elternhaus steht unterhalb einer Wiese, welche den deutschen Flurnamen «Brunner» trägt, am Weg nach Bargis.
Fidaz ist eine romanisierte Walsersiedlung und wurde ab 1325 besiedelt. Funde bei der Simpliziuskirche zeugen von einer frühmittelalterlichen Siedlung. Im Schnitzrodel von 1572 tragen alle Fidazer Familien deutsche Namen. Erst 1646 findet sich die Doppelschreibweise «Meister Jakob Funtauna oder Brunner», 1668 dann auch «Jon Fontauna, Sohn des Meisters Zacharias Brunner». Fidaz wurde vom 17. Jahrhundert an reromanisiert, wodurch einmalige Flurnamen entstanden. Gian Fontana wurde getauft auf den Namen Hans, seine Brüder hiessen Zacharias und Jakob, wie die wahrscheinlichen Verwandten aus dem 17. Jahrhundert.

### Familie und Beruf
1914 begann er mit 17 Jahren das Kantonale Lehrerseminar in Chur, wo er erstmals rätoromanischen Unterricht durch den von ihm geschätzten Lehrer und Priester Gion Cahannes (1872–1947) aus Dardin erhielt. Nach dem Examen 1917 übernahm er den Unterricht der Flimser Mittelstufe, später der Realschule, wo er bis 1935 unterrichtete.
1931 heiratete er Annamaria geb. Lüscher, aus Zürich, welche im Kinderheim «Sunnehüsli» arbeitete. Kurz darauf wurden sie Eltern von Gaudenz und später Martin Fontana (ebenfalls Schriftsteller und in Flims wohnhaft). Am letzten Tag des Novembers 1935 starb er an einer Lungenentzündung in Flims.

### Werk
Fontana schrieb zuerst Deutsch, einzelne Gedichte jedoch schon ab 1914 auch auf Romanisch. 1921 erfolgte der Wechsel, am Pfingstmontag widmete Gian Fontana dem Rätoromanischen seine ganze Aufmerksamkeit mit der Niederschrift eines Credos in seinem Tagebuch. Der Wechsel erfolgte spät, angesichts dessen, dass Rätoromanisch seine Muttersprache war und er in einer eigentlich romanischen Gemeinde aufgewachsen war. Die frisch gegründete Renania (rätoromanische Sprachvereinigung der reformierten Sutselva und Surselva) hatte zu dieser Zeit die Organe Calender per mintga gi als auch den Dun da Nadal und im Dezember 1920 die Zeitung La Casa Paterna ins Leben gerufen und so auch eine Grundlage für Fontanas erste Publikationen ermöglicht.
In seinen Werken bewahrte er alte beinahe vergessene Wörter und benannte beschriebene Dörfer nach ebenfalls zu verschwinden drohenden Flurnamen. Seine Sprache weist zudem eine charakteristische Flimser Färbung auf, Abweichungen vom Sursilvan, welche an die gesprochene Sprache erinnern.
Sein Nachlass befindet sich im Schweizerischen Literaturarchiv in Bern.

## Rezeption
Vertonungen von Gedichten Fontanas schufen u. a. Tumasch Dolf, Corin Curschellas, Gion Antoni Derungs, Hans Erni (1867–1961), Hans Lavater (1885–1969), Giusep Maissen (1906–1963) und Giusep Tschuor (1940–2022). Robert Grossmann (* 1953) schrieb seine zweiaktige Kammeroper Il president da Valdei nach einer Novelle Fontanas.
Ein Gedicht zu seinem Gedenken erschien 1936. Oscar Peer verfasste 1958 seine Dissertation über Fontana.
In Fidaz erinnert ein Gedenkbrunnen in der Nähe der Kirche an Fontana, im Ehrenhof von Trun eine Gedenktafel.

## Auszeichnungen
- 1920: Schillerpreis

## Werke (Auswahl)
- Ediziun cumpleta. (Gesamtausgabe.) 3 Bde. Ediziun dalla Uniun Romontscha Renana, Chur 1971.
- Per l’honur. Novelle. Fidaz 1992.
- Sidonia Caplazi. Novelle. Fidaz 1928/1934.
- La casa-crap. Erzählung. Fidaz 1928/1934.
- La Punt Turnighel. Poesie.
- Il hortulan. Novelle.
- La cuolpa. Novelle. In: Annalas da la Societad Retorumantscha, Band 51 (1937). S. 30–67, doi:10.5169/seals-207466.
- Carstgauns. Gedichte und Skizzen. In: Annalas da la Societad Retorumantscha, Bd. 42 (1928). S. 1–29. online
- Co savein nus emprender romontsch. Referat, 1934. In: Annalas da la Societad Retorumantscha, 57 (1943). S. 202–213, doi:10.5169/seals-212750.
- Con spert, ah con spert ei la stad a fin. Gedicht. In: Annalas da la Societad Retorumantscha,  Bd. 51 (1937). S. 305, doi:10.5169/seals-207480.